# Korodi Attila
Korodi Attila (Csíkszereda, 1977. június 23. –) romániai magyar politikus, közéleti személyiség.

## Élete

### Politikai karrierje
2007–2008 között a Tăriceanu-kormányban, majd 2012-ben, az Ungureanu-kormányban környezetvédelmi miniszter. 2014 márciusában, a harmadjára átalakult Ponta-kormány környezetvédelmi és éghajlat-változási minisztere lett. 2020. szeptember 28.-tól Csíkszereda polgármestere.

### Tanulmányai
- 1991–1995: Márton Áron Líceum, Csíkszereda
- 1995–2001: Műszaki Egyetem, Bukarest (gazdasági mérnök, német nyelvű szakosodás)
- 2001–2003: Politika és Közigazgatás-tudományi Intézet (stratégiai menedzsment)
- 2003: Politika és Közigazgatás-tudományi Intézet nemzetközi (projektek menedzsmentje)